# Алексеевская поселковая администрация
Алексе́евская поселко́вая администра́ция (каз. Алексеев кеттік әкімдік округі) — административная единица в составе Зерендинского района Акмолинской области Республики Казахстан. Административный центр — посёлок Алексеевка.

## География
Поселковая администрация расположена на северо-востоке района, граничит:
- на востоке с Ортакским сельским округом,
- на юге с Аккольским сельским округом и Кокшетауской городской администрацией,
- на западе с Конысбайским сельским округом,
- на севере с Кусепским сельским округом.

Через всю территорию поселковой администрации проходит Трансказахстанская железнодорожная магистраль (около 25 км — с севера на юг) — вдоль которой расположены все населённые пункты администрации.

## История
В 1989 году существовал как Алексеевский поссовет (посёлок Алексеевский, сёла Жаманаши, Чаглинка) входивший тогда в состав Кокчетавского района.
До 1997 года после упразднение Кокчетавского, в составе Зерендинского района.

## Население
| Численность населения | Численность населения | Численность населения |
| 1989                  | 1999                  | 2009                  |
| --------------------- | --------------------- | --------------------- |
| 4512                  | ↘2991                 | ↘2164                 |

## Состав
В состав администрации входят 3 населённых пунктов.
| № | Населённый пункт | Тип населённого пункта          | Население, 1989 | Население, 1999 | Население, 2009 |
| - | ---------------- | ------------------------------- | --------------- | --------------- | --------------- |
| 1 | Алексеевка       | посёлок, административный центр | 3 810           | 2 335           | 1 560           |
| 2 | Жаманаши         | станция                         | 39              | 54              | 60              |
| 3 | Чаглинка         | село                            | 663             | 602             | 544             |

## Экономика
Согласно отчёту акима поселковой администрации за 2020 год:
Экономика округа по своей специфике промышленная.
АДГДЦ — Алексеевский доломитовый горно добывающий цех начальником является Алпысбаев Есимбек Рахманович, всего работников составляет 108 человек: добыча доломита за 2020 год составила 250,5 тысяч тонн, вскрыша составила 575,4 тысяч тонн.
Общая площади территории администрации — 1 736 га:пашни 16 га, пастбище 1 411 га.

## Объекты администрации
В сфере образования в поселке действует 2 средние школы, 1 основная школа в которой обучаются 327 учащихся, педагогический коллектив укомплектован учителями высшей, 1, 2, 3 категории, который состоит из 65 учителей.
Имеется 3 мини центра, в которых воспитываются 44 детей с полным днем пребывания, с 14 сотрудниками.
Осуществляется государственная услуга в подвозе учащихся в количестве 102 человека. В школах работают айти классы.
Оказанием медицинской помощи осуществляют 3 медицинских работников. Основная часть населения приписана в Кокшетаускую городскую поликлинику №1.